# Punktering (musik)

En punkterad, dubbelpunkterad och trippelpunkterad halvnot med tidsvärdet utskrivet som sammanbundna noter.

Punktering är ett sätt att i notskrift ange att tidsvärdet för en not eller en paus skall förlängas med hälften av det ursprungliga tidsvärdet. Punktering noteras genom att en punkt skrivs ut efter den not eller paus som skall förlängas. En not eller paus som efterföljs av punkt kallas punkterad. En not med två punkter kallas dubbelpunkterad och förlängs med halva värdet plus en fjärdedel av värdet. En not med tre punkter kallas trippelpunkterad och förlängs med ytterligare en åttondel av värdet.